# Charles Mason (componist)
Charles Norman Mason (Salt Lake City, 10 januari 1955) is een Amerikaans componist en muziekpedagoog.

## Levensloop
Mason studeerde aan de Universiteit van Miami in Coral Gables en later aan de Universiteit van Illinois te Urbana-Champaign en behaalde zijn Bachelor of Music en zijn Master of Music. Zijn studies voltooide hij aan de Universiteit van Illinois te Urbana-Champaign en promoveerde tot Ph.D. (Philosophiæ Doctor) in compositie. Tot zijn belangrijkste docenten behoorden Donald Erb, Lukas Foss, Milton Babbitt, Roger Reynolds, Ben Johnston, Jacob Druckman, Salvatore Martirano en John Melby. 
Als docent voor compositie en muziektheorie werkt hij aan het Birmingham-Southern College in Birmingham. 
De componist Mason ontving talrijke opdrachten van orkesten, ensembles en organisaties zoals van het American Composers Orchestra, het Miami String Quartet, het Alabama Symphony Orchestra en het Goliard Ensemble. Hij werd bekroond met nationale en internationale prijzen zoals de Prix de Rome (Samuel Barber Rome Prize Fellowship) (2005-2006), de 1e prijs tijdens de Atlanta Clarinet Association Composition Competition in 2002, de Premi Internacional de Composició Musical Ciutat de Tarragona Orchestra Music prijs in 1998, de Plymouth Music Orchestra Reading selection in 1999 en een eervolle vermelding tijdens de International Bourges Electro-Acoustic Composition Competition. Hij was huiscomponist aan het International Centre for Composers in Visby (Zweden), aan de University of Alaska in Fairbanks en tijdens het ppianissimo New Music Festival in Bulgarije.
Hij was 15 jaar uitgever van het Living Music journal en gaaf het in 1999 in andere handen. Mason was medeoprichter van de Birmingham Art Music Alliance, een organisatie die het doel heeft nieuwe muziek in Birmingham (Alabama) en omgeving te presenteren. Hij was zes jaar tweede voorzitter van de Society for Electro-Acoustic Music in the United States en is bestuurslid van het Alabama Music Teachers Association Composition Commissioning program. Verder is hij oprichter en directeur van de Living Artist Recordings, een Non-profit-organisatie met het doel nieuwe muziek op cd op te nemen en in de handel te brengen.

## Composities

### Werken voor orkest
- 1998 Hradcanska - won de Premi Internacional de Composició Musical Ciutat de Tarragona Orchestra Music prijs
- 2003 Expressway
- 2005 Fanfare for Human Dignity
- 2005 Cor Cordium, voor gitarenkwartet en kamerorkest
- 2008 Additions, voor orkest en gefixeerd medium

### Werken voor harmonieorkest
- 1980 Shiftings
- 1982 Rispirare
- 1983 Piece

### Muziektheater

#### Opera's
| Voltooid in | titel            | aktes  | première                                                                    | libretto       |
| ----------- | ---------------- | ------ | --------------------------------------------------------------------------- | -------------- |
| 1987        | Antigone         |        |                                                                             |                |
| 1999        | Echo, jeugdopera |        | februari 2000 tijdens de regionale conferentie van de Opera for Youth, Inc. | Jennifer Mason |
| 1999        | Daphne at Sea    | 1 akte | 13 april 2000                                                               | Sally M. Gall  |

### Vocale muziek

#### Werken voor koor
- 1992 From Shook Foil, voor gemengd koor en bandrecorder - tekst: Gerard Manley Hopkins
- 1996 Anthem of Dispair and Hope, voor gemengd koor
- 2005 The Leaden Echo, the Golden Echo, voor gemengd koor en digitale klank

#### Liederen
- 1986 Three Hopkins Songs, voor hoge stem en piano - tekst: Gerard Manley Hopkins
- 1988 The Caged Skylark, voor sopraan en elektronica
- 1991 rev.2008 I Feel the Fell of Dark, voor sopraan, cello en slagwerk - tekst: Gerard Manley Hopkins
- 2002 Songs of Desire, voor mezzosopraan, 2 saxofoons en elektrische gitaar
- 2002 The Artist and his Model, voor cello en elektronica
- 2003 A Completet Portrait of Picasso, voor tenor, viool, cello, fagot en piano

### Kamermuziek
- 1990 Amalgam I, voor hobo en elektronica
- 1991 The Blazing Macaw, voor piano en bandrecorder
- 1992 Schism: Themes and Variations, voor klarinet
- 1996 Kat-e-wi-key, voor MIDI-percussie, synthesizer en wind controller
- 1996 Mirrors, Stones, and Cottons, voor gitaar en bandrecorder
- 1999 Fishing Through the Open Door, voor dwarsfluit en bandrecorder
- 2001 Senderos Que se Bifurcan, voor klarinet en piano
- 2001 Three-Legged Race, voor viool, cello en piano
- 2002 All Four One, voor saxofoonkwartet
- 2004 Fast Break, voor dwarsfluit, klarinet, viool, cello, piano en digitale klank
- 2004 Thimblerigger, voor contrabas en bandrecorder
- 2006 Oh What a Beautiful City, voor strijkkwartet
- 2006 Incantesimi, voor viool en piano
- 2006 Entanglements, voor viool, cello en digitale klank
- 2006 Ospedaletto, voor cello en elektronica
- 2008 Sonora, voor dwarsfluit, gitaar en digitale klank
- 2008 Scraping, voor dwarsfluit, gitaar en digitale klank
- 2009 Last Call, voor slagwerk, piano en digitaal audio

### Werken voor orgel
- 1987 Windage

### Werken voor piano
- 2001 Pantograph
- 2006 Il Prigionero

### Werken voor gitaar
- 2003 Filibuster, voor gitarenkwartet

### Elektroakoestische muziek
- 1989 Some Find Me... - tekst: Gerard Manley Hopkins "The Wreck of the Deutschland"
- 2001 Gems
- 2004 Into the Woods

### Videoperformance
- 2006 Murmurs met de videokunstenaar Alex Schweder en de fotograaf Richard Barnes
- 2008 Flutter Arrhythmia, videoinstallatie met Sheri Wills